# Dorota Nowosielska
Dorota Nowosielska, po mężu Dziewior (ur. 24 stycznia 1967 w Gdyni) – polska siatkarka, mistrzyni Polski (1993) i reprezentantka Polski.

## Życiorys
W reprezentacji Polski seniorek debiutowała 25 kwietnia 1991 w towarzyskim spotkaniu ze Szwajcarią. Wystąpiła dwukrotnie na mistrzostwach Europy (1991 - 9 m., 1995 - 9 m.). Zakończyła karierę reprezentacyjną meczem mistrzostw Europy z Niemcami - 28 września 1995. Łącznie w I reprezentacji Polski wystąpiła w 104 spotkaniach.
Była zawodniczką Startu Gdynia, z którym wywalczyła awans do I ligi w 1989. Po likwidacji drużyny przeszła do Gedanii, z którą wywalczyła wicemistrzostwo Polski w 1991. Od 1992 występowała w Pałacu Bydgoszcz, z którym została mistrzynią Polski w 1993.